# Първо основно училище „Иван Вазов“ (Свиленград)
Първо основно училище „Иван Вазов“ е основно училище в Свиленград, основано през 1945 година.
В него се обучават ученици от 1-ви до 8-и клас. Училището е с общинско финансиране.

## История
Просветното дело в Свиленград започва от 1834 година с построяване на първата българска черква „Света троица“ в квартал Канакли. В двора на черквата се изгражда и килийно училище, в което децата се учат да четат черковно-славянски книги. По-късно през 1847 година пръв истински учител е Стефан Байолу, който въвежда в обучението на децата „Рибния буквар“ на д-р Петър Берон и за първи път учениците се учат на кирилица. Нов етап в просветното дело настъпва през 1862 г., когато за главен учител в Свиленград е изпратен Христо поп Марков от Копривщица, който за осемгодишното си учителстване в града превръща килийното училище в четирикласно. Той въвежда изучаването на много нови предмети като история, география, анатомия, физика, алгебра, геометрия, българска граматика, турски език и отчасти френски език.
На 3 май 1871 г. завършва първият випуск на класното училище и тази година се приема за рождена дата на днешната прогимназия „Иван Вазов“. В същото класно училище през 1872/1873 г. за главен учител е назначен Иван Вазов. През 1890 г. вдъхновени от учебното дело свиленградчани построяват нова училищна тухлена сграда в черковния двор, в която се отделя класното училище от първоначалното взаимно. По време на балканските войни училището е временно затворено, а при опожаряването на Свиленград през 1913 г. училището изгаря до основи.
От 1914 г. започва нов етап в образователното дело в Свиленград, който вече е освободен и включен в пределите на Царство България. Класното училище е възстановено вече като прогимназия и поради липсата на сграда се помещава в частния дом на Жеко Кашеров.
През 1930 г. смесената народна прогимназия в Свиленград получава първата си самостоятелна сграда превърната в по-късен етап в ДДЮ „Александър Кипров“; в нея се обучават три прогимназиални класа с шест паралелки.
През 1933 г. на 15 ноември училищният съвет и училищното настоятелство вземат решения да се даде име на прогимназията. На гласуване са подложени имената: Пейо Яворов, Христо Смирненски и Иван Вазов, но като се взема предвид, че някога Вазов е бил учител в града, се взема решение местната прогимназия да носи неговото име. Бързото развитие на Свиленград в следващите години увеличава броя на учениците на прогимназията, което налага преместването ѝ в нова сграда. За целта е построен масивният корпус на днешното триетажно училище. На 17 декември 1953 година сградата е тържествено открита.
През годините се обзавеждат кабинети по биология, физика и химия. Училището се оборудва с нови технически средства, грамофони, киномашина, диаскопи, микроскопи.
На 1 май 1980 г. на градския стадион за първи път в града се изпълнява сложна гимнастическа композиция – 480 ученика от училището в града, облечено в бяло, зелено и червено изпълват стадиона под звуците на маршова музика, под вещото ръководство на Христо Ламбов.
На 4 октомври 1980 г. ученици и учители се срещат с първия звезден герой – инженер-полковник Георги Иванов. Към прогимназия „Иван Вазов“ от 1 септември 1984 г. се присъединява бившето вече начално училище „Христо Ботев“.
На 1 октомври 1982 г. е направена първата копка от разширяването на училището от директора Георги Коларов – човек с най-голяма заслуга за това. С всеобщите усилия на ученици, родители, учители за четири години обектът е завършен и на 25 април 1986 г. кметът на общината г-н Иван Мангъфов тържествено прерязва лентата.
Извънкласните форми и дейности са много и разнообразни. По всички учебни предмети се създават кръжоци и художествени състави, физкултурни и граждански секции. В училището навлизат новите съвременни технологии и през 1999 година е открит видео-кабинет и първият компютърен кабинет.
През 2004 година училището вече има свой химн и емблема.
През 2006 година училищната сграда е основно ремонтирана. На 15 септември 2007 г. училището разполага с модерна и обновена спортна площадка, тържествено открита от кмета на общината инж. Георги Манолов.
От 1 септември 2010 г. училището отваря врати и за нова инициатива – есенна академия за първокласници, с цел по-спокойно и пълноценно адаптиране на бъдещите ученици.

## Инициативи
Учениците имат възможност да се включат в детска музикална школа, детска полицейска академия, клуб по шахмат, футболен отбор, както и да изучават английски език в училище, запознавайки се културата и обичаите на други народи. През 2009 г. за първи път е организиран празник „Хелоуин за добри деца“. Отбелязва се и 14 февруари.
Като продължение на християнските традиции се отбелязва с изложба Великден, а на Коледа учениците се включват в изработването на картички, играчки и сурвачки и участват в общинския конкурс.
Всеки 19 февруари – годишнината от обесването на Васил Левски – се отбелязва със състезание „Лъвски скок“, а 3 март – Освобождението на България – с друг традиционен спортен празник – щафета „Освобождение“.
„Ние сме грамотни“ е традиция и възможност малките първокласници да покажат уменията си в усвояването на българската азбука на своя празник на буквите.
В края на месец април, всяка година се отбелязва патрона на училището Иван Вазов. Вазовската седмица включва състезания, рецитали, изложби и конкурси.
От няколко години на всеки девети май – Денят на Европа, учениците поемат управлението на училището в собствени ръце.
Почит и уважение към делото на солунските братя се отбелязва на всеки 24 май.

## Проекти
- „Подобряване качеството на образованието в средищните училища чрез въвеждане на целодневна организация на учебния процес“ – проектът се осъществява с финансовата подкрепа на Оперативна програма „Развитие на човешките ресурси“, съфинансирана от Европейския социален фонд на Европейския съюз[2]
- „План за образователни дейности по Целите на хилядолетието за развитие посредством побратимяване на училища“ – участие на над 127 ученика и 9 преподаватели в решаването на проблеми на децата от страните в Африка и черпене на добри идеи от всички страни, участници в проекта, посещение на Африканска делигация в училище с цел запознаване с живота в Африка, посещение в Италия и Камерун за запознаване с образователните системи[2]
- „Квалификация на педагогическите специалисти“ – проектът се осъществява с финансовата подкрепа на Оперативна програма „Развитие на човешките ресурси“, съфинансирана от Европейския социален фонд на Европейския съюз[2]
- Национална кампания „За чиста околна среда“ на тема „Обичам природата – и аз участвам“ на МОСВ и ПУДООС – Изграждане на „зелена класна стая“[2]
- Национална програма „На училище без отсъствия“ – мярка „Без свободен час“[2]
- Проект „Училищен плод“[2]

## Персонал
Директори
Бивши директори на училището: Георги Стоянов, Атанас Войнов, Георги Коларов, Георги Гъчев, Наталия Саманджиева, Стефан Каймаков, Ася Райкова, Любомира Иванова, Ася Райкова.
Педагози
Днес училището разполага с 48 учители: Тодорка Стоянова Сивриева, Нина Димитрова Иванова, Мария Михайлова Павлова, Димитрина Ангелова Янакиева, Веселина Александрова Чавдарова, Камелия Иванова Трампова, Милка Няголова Атанасова, Златина Христова Крушева, Сийка Янакиева Проданова, Мария Желязкова Савова, Мария Илиева Панайотова, Атанаска Делчева Добчева, Огняна Герасимова Цвяткова, Иванка Стефанова Карнобатлиева, Катя Димитрова Атанасова, Донка Милчева Тонева, Милена Иванова Савова, Веска Йорданова Каймакова, Огняна Стоянова Петрова, Соня Брайкова Таушанова, Марияна Атанасова Радойнова, Донка Борисова Сарафова, Анастасия Николова Атанасова, Веселина Ангелова Георгиева, Елена Димова Петкова, Ирина Людмилова Симеонова, Стоянка Янакиева Иванова, Ваня Николова Минкова, Светлана Димитрова Костадинова, Елена Владимирова Перчемлиева, Елена Димитрова Тенчева, Катя Николова Анастасова, Мариана Желязкова Стоянова, Христина Николова Парушева, Мариела Недялкова Сиракова, Радко Вангелов Бъчваров, Соня Георгиева Ходжева, Милен Валентинов Вангелов, Христина Иванова Райчева, Желязко Христов Чапкънов, Дора Трендафилова, Галина Вълканова, Албена Ангелова Кавказова, Гергана Трендафилова Петкова, Янка Желязкова Кирилова, Наска Стоянова Чавдарова, Лина Ангелова Здравкова, Клара Методиева Димитрова, Росица Димитрова Делибозова.

## Училищна база
Сградата е триетажна със застроена площ 2112 m² и обща площ 8220 m². Разполага с 3 компютърни кабинета, видеозала, помещение за столово хранене, 35 класни стаи, кабинети по биология, химия и физика, три физкултурни салона, лекарски и зъболекарски кабинет, логопедичен кабинет, кабинет на педагогическия съветник, библиотека. От 2006 училището е санирано като е подменена и дограмата, а от 2007 година училището разполага с модерна и обновена спортна площадка. През 2010 година училището е газифицирано. Осъществяват се ежегодни ремонти на класни стаи и се подновява оборудването. Осигурена е съвременна мултимедийна апаратура, както и два интерактивни кабинета. Функционира училищна библиотека с читалня.
Училището разполага с:
- уютни класни стаи
- библиотека
- 3 компютърни кабинета с много добра техника и неограничен достъп до Интернет
- 3 физкултурни салона
- логопедичен кабинет
- кабинет „Педагогически съветник“
- спортна площадка
- видеозала